# Рудольф, Гермар
Ге́рмар Ру́дольф (нем. Germar Rudolf; род. 29 октября 1964, Лимбург-на-Лане, ФРГ) — немецкий химик, автор исследований о газовых камерах, за которые был осуждён как отрицатель Холокоста.

## Биография
Отец Гермара был управляющим католического дома отдыха, кроме него в семье были брат и сестра, на полтора года и год старше соответственно.
Он окончил школу в Ремшайде. В 1983 году поступил в Боннский университет, изучал там химию и окончил его в 1989 году. Затем один год служил в противоракетной обороне военно-воздушных сил ФРГ. С 1990 по 1993 годы работал в Институте химической физики твёрдых тел Общества Макса Планка в Штутгарте.
В 1991 году совершил поездку в бывший концлагерь «Аушвиц-Биркенау», где провёл исследование газовых камер. Через 2 года он опубликовал свой доклад, в котором утверждал, что эти помещения технически не могли использоваться для совершения массовых убийств с использованием газа. После этой публикации Гермар был уволен из института.
В начале 1996 года немецкий суд приговорил Гермара к 14 месяцам тюрьмы за разжигание ненависти против евреев. Он эмигрировал в Великобританию, а позже в США, где власти отказали ему в политическом убежище и он был депортирован в Германию. 15 марта 2007 был приговорён к 2,5 годам лишения свободы. 4 июля 2009 вышел на свободу из тюрьмы Мангейма.

## Политические взгляды и отрицание Холокоста
Рудольф Гермар стал ультраправым политическим активистом ещё до окончания обучения в университете. В 1985 году он вступил в Республиканскую партию и был близок к её крайне правому крылу. Из-за конфликтов он вышел из партии, но вновь вернулся в 1989 году. Он также писал статьи в правую газету Junge Freiheit и стал отрицателем Холокоста.
Гермар попытался выступить в качестве эксперта в судах над отрицателями Дэвидом Ирвингом в Мюнхене (май 1992) и Отто Ремером в Швайнфурте (октябрь 1992), но суды оба раза отвергли его экспертизу.
Исследование Гермара стало продолжением дискуссии вокруг вопроса об отравлениях газом в Освенциме. Первым отрицателем, пытавшимся обосновать техническую невозможность таких отравлений стал Робер Фориссон, он же привлёк к исследованию газовых камер американского консультанта Фреда Лейхтера. Лейхтер на основании взятых им проб в развалинах газовых камер сделал вывод, что отравления газом в них не происходили. В 1994 году краковский Институт судебной экспертизы опроверг выводы Лейхтера.
Рудольф Гермар оспаривал выводы Института судебной экспертизы. Одним из его аргументов было отсутствие берлинской лазури на стенах газовых камер, которая по мнению Гермара должна была появиться если бы камеры были помещением для отравлений «Циклоном Б». Однако в помещениях для дезинфекции лазурь появилась, а газация людей требовала намного меньше времени чем дезинфекция, результатом чего и могло быть отсутствие лазури в газовых камерах. Отчёт Рудольфа был подробно рассмотрен доктором химии Стэнфордского университета Ричардом Грином, который отверг доводы в отчёте.
В связи с тем, что в подготовке доклада Гермар незаконно использовал официальные бланки Института Макса Планка, он был уволен из института. Диссертация, которую готовил Гермар, была отвергнута Штутгартским университетом.
В дальнейшем Рудольф Гермар сосредоточился на отрицании Холокоста не только в части отравлений газом. В частности, он утверждал, что в районе «Освенцима», в болотистой местности, физически невозможно было сжигать трупы на земле. Кроме этого он писал, что лагерь «Дахау» и вовсе был оздоровительным центром.